# Bni Ammart
Bni Ammart (franska: Bni Ammart (CR), Bni Ammart (Commune Rurale), arabiska: بني عمارت) är en kommun i Marocko.   Den ligger i provinsen Al Hoceïma och regionen Tanger-Tétouan-Al Hoceïma, i den nordöstra delen av landet, 260 km öster om huvudstaden Rabat. Antalet invånare är 8 084.